# Eugenia columbiensis
Eugenia columbiensis är en myrtenväxtart som beskrevs av Otto Karl Berg. Eugenia columbiensis ingår i släktet Eugenia och familjen myrtenväxter.
Artens utbredningsområde är Colombia. Inga underarter finns listade i Catalogue of Life.